# Perfluoroalkoxy
 (décembre 2016).
Améliorez-le ou discutez des points à vérifier. 
| PFA                                      | PFA                      |
| ---------------------------------------- | ------------------------ |
| Diagramme du monomère de perfluoroalkoxy |                          |
| Densité                                  | 2 150 kg m−3             |
| Module d'élasticité (E)                  | 586 MPa                  |
| Limite élastique                         | 24 MPa                   |
| Élongation à la rupture                  | 300 %                    |
| Point de fusion                          | 305 °C                   |
| Température maximale d'utilisation       | 260 °C                   |
| Absorption d'eau (ASTM)                  | < 0,03 % après 24 heures |
| Constante diélectrique (Dk) à 1 MHz      | 2,1                      |
| Facteur de dissipation à 1 MHz           | 0,000 1                  |
| Résistance à l'arc                       | < 180 secondes           |
| Résistivité à 50 % d'humidité relative   | > 1016 Ω m               |

Le perfluoroalkoxy, Teflon-PFA ou PFA est un type de fluoropolymère avec des propriétés similaires au polytétrafluoroéthylène (PTFE). Il diffère du PTFE dans la mesure où on peut le faire fondre et l'utiliser avec des techniques d'injection et de moulage conventionnels.
Le PFA a été inventé par DuPont et est vendu sous la marque Teflon-PFA (la marque Téflon est plus connue comme nom commercial du PTFE).